# Неверовский, Александр Викторович
Александр Викторович Неверовский (бел. Аляксандр Віктаравіч Невяроўскі) — белорусский военачальник, генерал-майор.

## Биография
Служил в управлении военной контрразведки КГБ Республики Беларусь, был начальником отдела военной контрразведки по Гродненской пограничной группе. В ходе оперативно-служебной деятельности сталкивался со всеми направлениями оперативно-служебной деятельности Комитета государственной безопасности. В период нахождения в оперативно-аналитическом центре руководил по линии защиты конституционного строя, по линии борьбы с коррупцией оперативно-техническими и оперативно-поисковыми подразделениями.
С 12 апреля 2013 года по 30 июня 2018 года работал начальником управления КГБ Республики Беларусь по Могилевской области.
С 30 июня 2018 года работает начальником управления КГБ Республики Беларусь по Гродненской области.